# Herbert Schultze
Pour les articles homonymes, voir Schultze et Herbert Schultze (homonymie).
Herbert Schultze (24 juillet 1909 à Kiel - 3 juin 1987 à Londres) est un officier de marine, Korvettenkapitän d'U-Boot allemand qui a servi dans la Kriegsmarine pendant la Seconde Guerre mondiale.
Il a été récipiendaire de la croix de chevalier de la croix de fer avec feuilles de chêne. Cette croix de chevalier de la croix de fer avec son grade supérieur, les feuilles de chêne, sont attribués pour récompenser soit un acte d'une extrême bravoure au champ de bataille soit un commandement militaire avec succès.

## Biographie
Schultze est né à Kiel et rejoint la Reichsmarine en avril 1930. Le 9 octobre 1930, il devient Seekadett. Servant à bord des croiseurs Leipzig et Karlsruhe avec d'autres futurs as d'U-Boote, tel que Heinrich Lehmann-Willenbrock.
En mai 1937, avec le rang de Oberleutnant zur See, Schultze est transféré dans les U-Boote, prenant le commandement du Type IIA Unterseeboot 2 (U-2) le 31 janvier 1938. L'U-2 est assigné à la U-Bootschulflottille (flottille école d'U-Boote). Schultze suit une formation pendant une année et demie avec le sous-marin.
Le 22 avril 1939, Schultze commande l'U-48, un U-Boot de Type VIIB. L'U-48 deviendra le sous-marin détenant le plus grand palmarès de la guerre. L'U-48 est assigné à la 7. Unterseebootsflottille. Schultze  passe quatre mois en formation. Le 1er juin 1939, il est promu au grade de Kapitänleutnant.

### Seconde Guerre mondiale
Peu après le début de la guerre, le 1er septembre 1939, Schultze part avec l'U-48 pour sa première patrouille. Le 11 septembre 1939, il coule le cargo britannique Firby. Après le naufrage, il envoie un message non codé par radio « CQ - CQ - CQ - Transmettre à M. Churchill. J'ai coulé le cargo britannique Firby. Position 59.40 nord et 13.50 Ouest. Sauver l'équipage, s'il vous plaît. Sous-marin allemand ». Ce message, adressé directement au Premier Lord de l'Amirauté Winston Churchill, rend Schultze célèbre, aussi bien en Allemagne qu'en Grande-Bretagne. Il coule deux navires de plus pour 14 777 tonneaux au cours de cette première patrouille.
De retour à la base, Schultze donne un entretien à William L. Shirer, un journaliste américain, le 29 septembre 1939. Durant l'échange, il ressort que Schultze a coulé un autre navire britannique, le Royal Sceptre et comme pour le Firby, Schultze s'est organisé pour que l'équipage soit secouru par un autre navire allié. L'enregistrement et la diffusion de cet entretien sont réalisés pour les États-Unis et pour la Grande-Bretagne.
Doté d'une notoriété médiatique, Schultze repart pour quatre autres patrouilles, avec encore plus de succès. Le 1er mars 1940, il reçoit la croix de chevalier de la croix de fer pour son palmarès historique. Le 20 mai 1940, Schultze remet le commandement du U-48 à Hans-Rudolf Rösing pour cause de maladie à l'estomac et de troubles rénaux. Schultze passe cinq mois en convalescence à l'hôpital. En octobre 1940, Schultze prend ses fonctions de second du commandant de la 7. Unterseebootsflottille, alors basée à Saint-Nazaire en France.
Le 17 décembre 1940, Schultze reprend le commandement de l'U-48, alors sous les ordres de Heinrich Bleichrodt (en). Il part avec l'U-48 pour trois autres patrouilles et accroit son palmarès. Schultze se voit décerner les feuilles de chêne à sa croix de chevalier le 12 juin 1941.
Le 27 juillet 1941, Schultze quitte l'U-48 pour prendre le commandement de la 3. Unterseebootsflottille basée à La Rochelle. Il sert à ce poste jusqu'à mars 1942, lorsqu'il est muté à l'état-major du Marinegruppe Nord en tant qu'officier d'état-major amiral des U-Boote. En décembre 1942, il est affecté à l'amiral Karl Dönitz. Le 1er avril 1943, il est promu Korvettenkapitän. En mars 1944, il est promu commandant du département II de l'Académie navale de Mürwik (Marineschule Mürwik), où il sert jusqu'à la fin de la guerre.

### Après-guerre
En 1956, Schultze rejoint la Bundesmarine de l'Allemagne de l'Ouest et sert dans une suite de postes, dont deux autres années à l'école (Académie) navale de Mürwik. Il prend sa retraite en septembre 1968.
Schultze est mort en juin 1987 à Londres.  Entre autres, l'ancien as sous-marinier Otto Kretschmer a parlé lors de ses funérailles, en disant : « Profondément respecté par ses amis et ses ennemis, vénéré par son équipage, Herbert Schultze était un officier dans la meilleure tradition navale exemplaire ».

## Promotions
| 9 octobre 1930   | Seekadett            |
| 1er janvier 1932 | Fähnrich zur See     |
| 5 avril 1934     | Oberfähnrich zur See |
| 1er octobre 1934 | Leutnant zur See     |
| 1er juin 1936    | Oberleutnant zur See |
| 1er juin 1939    | Kapitänleutnant      |
| 1er avril 1943   | Korvettenkapitän     |

## Décorations
- Médaille de service de longue durée de la Wehrmacht (Dienstauszeichnung) 4e Classe (2 octobre 1936)[1]
- Deutsche Olympia-Erinnerungsmedaille (20 avril 1937)[1]
- Croix de fer (1939)
  - 2e classe (25 septembre 1939)[2]
  - 1re classe (27 octobre 1939)[2]
- Croix de chevalier de la croix de fer avec feuilles de chêne
  - Croix de chevalier le 1er mars 1940
  - 15e feuilles de chêne le 12 juin 1941
- Croix de guerre de la Valeur militaire (Italie) avec glaives (14 octobre 1941)[2]
- Insigne de guerre de U-boot (1939) (25 octobre 1939)[2]
  - avec Diamants (15 juillet 1941)[2]
- Mentionné 3 fois dans le bulletin quotidien radiophonique Wehrmachtbericht (26 février, 2 avril et 12 juin 1940)

## Patrouilles
|       | U-Boot | Départ           | Départ        | Arrivée           | Arrivée       | Durée     | Tonnage coulé |
| ----- | ------ | ---------------- | ------------- | ----------------- | ------------- | --------- | ------------- |
| 1     | U-48   | 19 août 1939     | Kiel          | 17 septembre 1939 | Kiel          | 30 jours  | 14 777        |
| 2     | U-48   | 4 octobre 1939   | Kiel          | 25 octobre 1939   | Kiel          | 22 jours  | 37 153        |
| 3     | U-48   | 20 novembre 1939 | Kiel          | 20 décembre 1939  | Kiel          | 31 jours  | 25 618        |
| 4     | U-48   | 24 janvier 1940  | Kiel          | 26 février 1940   | Kiel          | 34 jours  | 31 526        |
| 5     | U-48   | 3 avril 1940     | Kiel          | 20 avril 1940     | Kiel          | 18 jours  |               |
| 6     | U-48   | 20 janvier 1941  | Kiel          | 27 février 1941   | Saint-Nazaire | 39 jours  | 8 640         |
| 7     | U-48   | 17 mars 1941     | Saint-Nazaire | 8 avril 1941      | Saint-Nazaire | 23 jours  | 22 989        |
| 8     | U-48   | 22 mai 1941      | Saint-Nazaire | 21 juin 1941      | Kiel          | 31 jours  | 38 462        |
| Total | Total  | Total            | Total         | Total             | Total         | 228 jours | 179 165 t     |

### Succès
- 26 navires coulés pour un total de 169 709 tonneaux
- 1 navire endommagé pour 9 456 tonneaux

| Date              | U-Boot | Nom du navire         | Tonnage | Nationalité | Convoi |
| ----------------- | ------ | --------------------- | ------- | ----------- | ------ |
| 5 septembre 1939  | U-48   | Royal Sceptre         | 4 853   | britannique |        |
| 8 septembre 1939  | U-48   | Winkleigh             | 5 055   | britannique |        |
| 11 septembre 1939 | U-48   | Firby                 | 4 869   | britannique |        |
| 12 octobre 1939   | U-48   | Emile Miguet          | 14 115  | française   | KJ-2   |
| 13 octobre 1939   | U-48   | Heronspool            | 5 202   | britannique | OB-17  |
| 13 octobre 1939   | U-48   | Louisiane             | 6 903   | française   | OA-17  |
| 14 octobre 1939   | U-48   | Sneaton               | 3 677   | britannique |        |
| 17 octobre 1939   | U-48   | Clan Chisholm         | 7 256   | britannique | HG-3   |
| 27 novembre 1939  | U-48   | Gustaf E. Reuter      | 6 336   | suédoise    |        |
| 8 décembre 1939   | U-48   | Brandon               | 6 668   | britannique | OB-48  |
| 9 décembre 1939   | U-48   | San Alberto           | 7 397   | britannique | OB-48  |
| 15 décembre 1939  | U-48   | Germaine              | 5 217   | grecque     |        |
| 10 février 1940   | U-48   | Burgerdijk            | 6 853   | hollandaise |        |
| 14 février 1940   | U-48   | Sultan Star           | 12 306  | britannique |        |
| 15 février 1940   | U-48   | Den Haag              | 8 971   | hollandaise |        |
| 17 février 1940   | U-48   | Wilja                 | 3 396   | finlandaise |        |
| 1er février 1941  | U-48   | Nicolas Angelos       | 4 351   | grecque     |        |
| 24 février 1941   | U-48   | Nailsea Lass          | 4 289   | britannique | SLS-64 |
| 29 mars 1941      | U-48   | Germanic              | 5 352   | britannique | HX-115 |
| 29 mars 1941      | U-48   | Hylton                | 5 197   | britannique | HX-115 |
| 29 mars 1941      | U-48   | Limbourg              | 2 483   | belge       | HX-115 |
| 2 avril 1941      | U-48   | Beaverdale            | 9 957   | britannique |        |
| 3 juin 1941       | U-48   | Inversuir (endommagé) | 9 456   | britannique | OB-327 |
| 5 juin 1941       | U-48   | Wellfield             | 6 054   | britannique | OB-328 |
| 6 juin 1941       | U-48   | Tregarthen            | 5 201   | britannique | OB-329 |
| 8 juin 1941       | U-48   | Pendrecht             | 10 746  | hollandaise | OB-329 |
| 12 juin 1941      | U-48   | Empire Dew            | 7 005   | britannique |        |
| Total             | Total  | Total                 | 179 165 |             |        |